# Paul Parey Zeitschriftenverlag

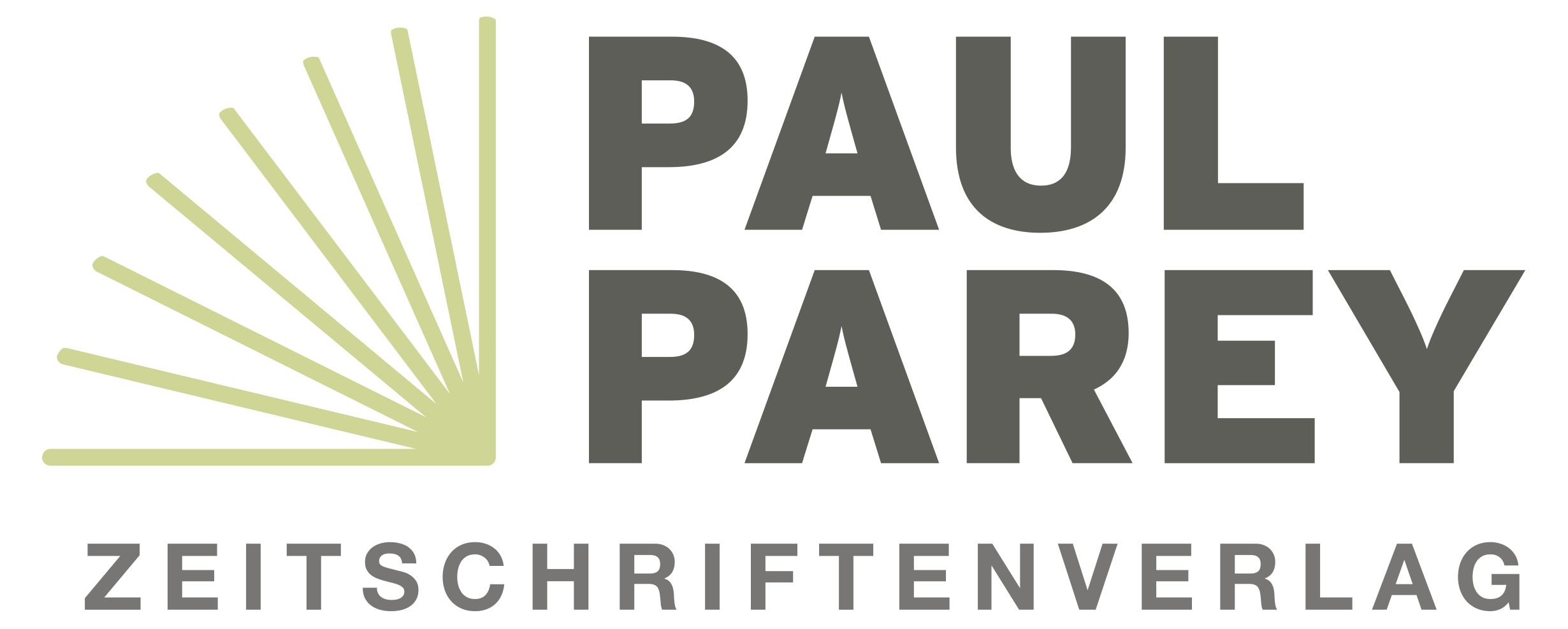
Logo des Paul Parey Zeitschriftenverlages

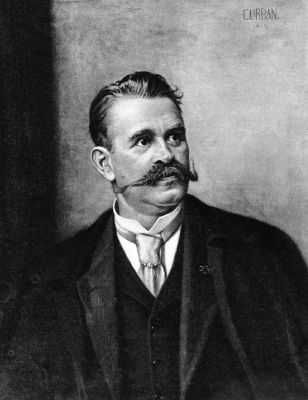
Paul Parey

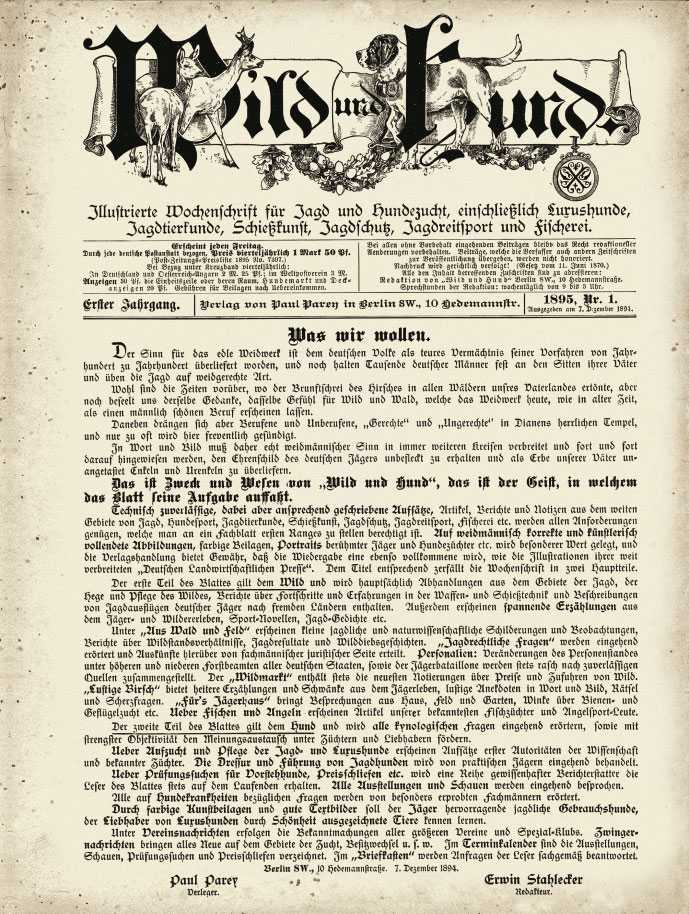
Erstausgabe der Wild und Hund (1895)

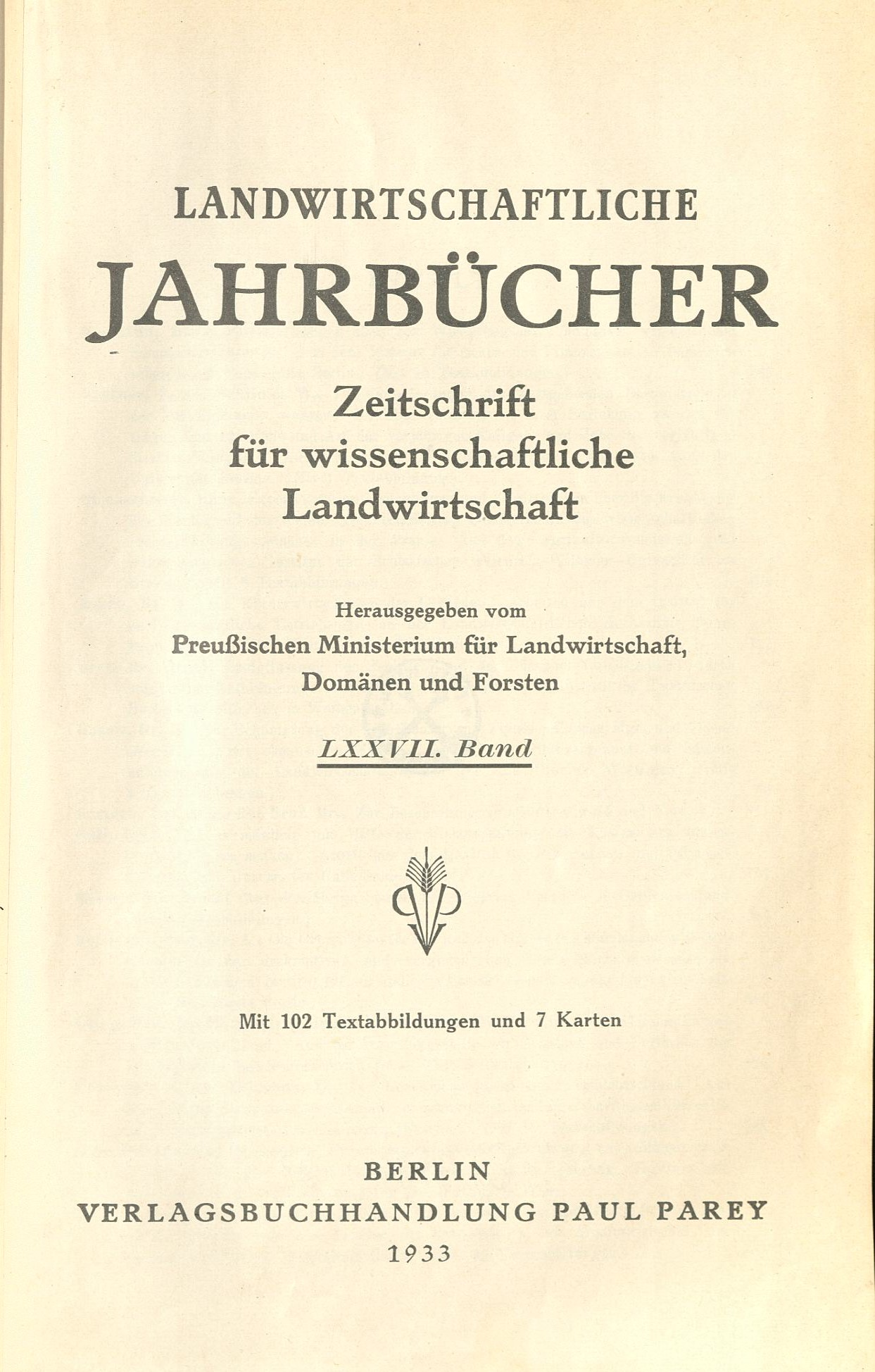
Landwirtschaftliche Jahrbücher, 77. Jahrgang, 1933

Der Paul Parey Zeitschriftenverlag mit Sitz in Singhofen ist ein deutscher Special-Interest-Verlag für Zeitschriften mit den Themen Jagen und Angeln. Unter seinem Dach erscheinen die Titel Wild und Hund, Deutsche Jagdzeitung, Jagen weltweit, Fisch & Fang und Der Raubfisch. Vertrieben wird außerdem die Zeitschrift Liebes Land aus der Hannes Scholten Verlag GmbH & Co. KG.
Walterpeter Twer ist Herausgeber und Verleger. Thorn Twer ist Geschäftsführer des Unternehmens, unterstützt von Verlagsleiter Christopher Pilger. Im Verlag arbeiten rund 110 Mitarbeiter.

## Geschichte

### 19. und 20. Jahrhundert
1848 wurde in Berlin die Karl Wiegand Verlagsbuchhandlung gegründet. Verleger Theodor Wilhelm Paul Parey benannte diese 1881 in Paul Parey Verlagsbuchhandlung um. Ab 14. Dezember 1883 erschien die erste Ausgabe der Wochenschrift für Brauerei in der Verlagsbuchhandlung Paul Parey zu Berlin, die von der neugegründeten Versuchs- und Lehranstalt für Brauerei herausgegeben wurde. Von 1892 bis 1982 erschien hier das Werk Acta Borussica – Denkmäler der preußischen Staatsverwaltung im 18. Jahrhundert, eine der wichtigsten literarischen Sammlungen zur preußischen Geschichte. 1894 wurde die Zeitschrift Wild und Hund gegründet, heute die älteste und auflagenstärkste Jagdzeitschrift Deutschlands. Bis 1940 wurde der Parey Verlag zum größten und wichtigsten Naturbuchverlag Deutschlands. Nachdem die Verlagshäuser in Berlin und Hamburg während des Zweiten Weltkrieges schwer beschädigt worden waren, erfolgten 1947 der Wiederaufbau und die Erweiterung des Verlagssortimentes mit Büchern aus den Bereichen Biologie, Veterinärmedizin und Verhaltensforschung.
Neben einer großen Buchauswahl aus dem Naturbereich spezialisierte sich der Paul Parey Verlag in den Nachkriegsjahrzehnten auf über 30 Magazine aus dem Landwirtschafts-, Fischerei-, Reitsport-, Jagd- und Veterinärmedizinbereich.

### Verkauf des Buchverlages
Das Buchgeschäft wurde in den 1990er Jahren von Blackwell Publishers übernommen und unter dem Imprint Parey Buchverlag – ohne den Vornamen – weitergeführt. Blackwell trennte sich 2003 von seinen biowissenschaftlichen Buchsegmenten. Die Bereiche Gartenbau, Land- und Forstwirtschaft sowie Fischerei wurden vom Verlag Eugen Ulmer übernommen. Der veterinärmedizinische Bereich mit dem Imprint Parey ging an die Thieme Verlagsgruppe, die ihn in den Bereich MVS Medizinverlage Stuttgart integrierte. Einige Werke mit dem Titelbestandteil Pareys Buch der … wurden danach bei Franckh-Kosmos in der Reihe Kosmos-Naturführer verlegt.

### Gegenwart
Nach dem Verkauf des Buchgeschäftes verlegt das Unternehmen heute Zeitschriften, Sonderhefte, Kalender, DVDs, CDs und diverse Artikel wie Bekleidung, Schuhe, Jagd- und Angelzubehör. Auch ein eigenes Buchprogramm mit jagdlichen Reprints und Titeln zur Jagdausbildung gehört wieder zum Verlagsangebot.
Im Oktober 1996 wurde der Verlagssitz von Hamburg ins rheinland-pfälzische Singhofen im Taunus verlegt.

### Titel
Das Zeitschriftenportfolio bildet heute das Kerngeschäft des Paul Parey Zeitschriftenverlages. Folgende Titel werden im Verlag publiziert:
- Der Raubfisch
- Deutsche Jagd-Zeitung seit 1981
- Fisch & Fang seit 1960
- Jagen Weltweit seit 1990
- Wild und Hund seit 1894

Zum Zeitschriftenportfolio gehörten:
- 1994–2000: Visier – Das internationale Waffenmagazin (bis 1994 Visier Verlag Stuttgart, ab 2000 Vogt-Schild Verlag, Bad Ems)
- bis 1999: Deutsche Briefmarken-Zeitung (Verkauf an M. & H. Schaper Philatelie-Verlag GmbH, Alfeld (Leine))
- 1990–2008 Pegasus (Jugend-Pferdezeitschrift; 2008 zusammengelegt mit Freizeit im Sattel)
- 2008–2011  Pegasus – freizeit im sattel (Zusammenlegung von Pegasus mit der übernommenen Zeitschrift Freizeit im Sattel)
- 2001–2011: Reiter Revue International (Verkauf an Landwirtschaftsverlag Münster[3])
- 2004–2011: Araber Weltweit (Die letzte Ausgabe ist die Nummer 4 vom Juli/August 2011.[4])